# B 타임의 정사 2
"B 타임의 정사 2"는 한국에서 제작된 이광섭 감독의 1992년 에로, 멜로/로맨스 영화이다. 유명진 등이 주연으로 출연하였고 손영권 등이 제작에 참여하였다.

## 출연

### 주연
- 유명진
- 서영호
- 한명구
- 정은정

## 기타
- 조명: 이억만